# Kent Bernard
Kent Bernard   (Port-of-Spain, 27 de maig de 1942 - 19 de febrer de 2025) va ser un atleta de Trinitat i Tobago especialista en curses de velocitat que va competir durant les dècades de 1960 i 1970.
El 1964 va prendre part en els Jocs Olímpics d'Estiu de Tòquio, on va guanyar la medalla de bronze en els 4x400 metres del programa d'atletisme. Formà equip amb Edwin Skinner, Edwin Roberts i Wendell Mottley. En el seu palmarès també destaca una medalla de bronze en els 4x440 metres als Jocs Panamericans de 1971 i una medalla d'or i dues de plata als Jocs de l'Imperi Britànic i de la Comunitat de 1966 i 1970.

## Millors marques
- 400 metres llisos. 45.70" (1964)[3]